# Preševo
Preševo (v srbské cyrilici Прешево, albánsky Preshevë) je město na samém jihu Srbska, u hranice se Severní Makedonií a poblíž Kosova. Podle sčítání lidu z roku 2002 mělo město 13 426 obyvatel. Většina z nich (87 %) je albánské národnosti. Město představuje hlavní centrum albánské národnostní skupiny v rámci území centrálního Srbska.
V blízkosti Preševa procházejí důležité dopravní komunikace, spojující Skopje, metropoli Severní Makedonie se Srbskem. Město dalo název tzv. Preševské dolině, ve které jsou tyto dopravní tepny soustředěny. Samo sídlo se rozvinulo na rozhraní uvedené nížiny a úpatí nedalekých hor. Jeho střed leží v nadmořské výšce 500 m n. m. Protéká jím Preševska reka.

## Dějiny
Město bylo ve středověku součástí srbského státu. Roku 1455 se stalo součástí Osmanské říše. Během tureckého období docházelo k postupné islamizaci obyvatelstva a dále i konfesní změně. Po roce 1690 se stejně jako v případě nedalekého Kosova i odsud vysídlilo z velké části pravoslavné obyvatelstvo a na jeho místo došli muslimové, resp. Turci a Albánci.
Na počátku 19. století zde vznikla první škola, vyučování probíhalo v tureckém jazyce.
Mezi lety 1877 až 1913 bylo součástí Kosovského vilájetu. Ustanovení nových hranic po Berlínském kongresu, kdy se město ocitlo na samé hranici Osmanské říše s nově rozšířeným Srbskem, znamenalo nárůst významu Preševa. Tehdejší vesnice se stala sídlem okresu (tzv. kaza). V této době se zde většina obyvatelstva soustředila v zemědělství, mimo jiné zde byl také pěstován tabák. Vinná réva se vyvážela přes hranici na území srbského království. Rozšířené bylo hojně také sadařství. Využívána byla rozsáhlá rovina tzv. Preševské doliny. Hory naopak byly označovány v tureckých mapách jako karadaǧ – tedy Preševská Černá hora.
Dle tureckých zdrojů z roku 1896 existovaly kdysi v Preševu také klasické orientální lázně (hamam). Z historických staveb lze také zmínit i pravoslavný kostel Nejsvětější Trojice, který nechali později turečtí správci zbořit a na jeho místě postavili mešitu.
Místní obyvatelstvo, které bylo převážně muslimské, se stavělo proti řadě reforem turecké vlády v 19. století. Vypukala četná povstání. V letech 1878 až 1912 žili v blízkosti Preševa také Bosňáci, kteří zde měli svoji čtvrť, první v oblasti vzniklou dle předem vypracovaného plánu. V okolí Preševa vlastnili až do balkánských válek rozsáhlé pozemky turečtí agové. Podle statistik Vasila K'nčova z roku 1900 obývalo Preševo 2000 muslimských Arnautů (Albánců). Podle Dimitara Miševa byl ve městě přítomen malý počet křesťanů, celkem asi 280 obyvatel.
V letech 1908, 1910 a 1912 zde došlo k několika povstáním proti turecké správě. V roce 1905 zde místní Srbové postavili pravoslavný kostel sv. Demetera (Dimitrije), který byl nicméně během balkánských válek vypálen a zničen, později ale obnoven a přistavěna k němu byla tako zvonice.
Po získání města Srbskem bylo rozhodnuto o modernizaci, přistěhovali se sem také někteří Srbové (v rámci kolonizace jižních částí země). Zřízena byla škola s vyučovacím srbským jazykem. V roce 1921 získalo Preševo status městyse (srbochorvatsky varošica). Tehdejší vláda investovala do zde tradičního tabákového průmyslu; roku 1923 zde byl postaven sklad pro nezpracovaný tabák. V okolí se začal také těžit chrom. Na jaře roku 1930 byla postavena moderní silnice z místního nádraží do středu města. Byly také vydlážděny některé ulice v centru města, zřízen park a v okolí se rozvíjelo včelařství. V této době zde žilo okolo 3000 lidí. Ve 30. letech žil v Preševu také jugoslávský milionář Milutin Stanković. V této době zde stály jen dva větší domy; budova radnice, resp. administrativní jednotky (srezu), a místní škola.

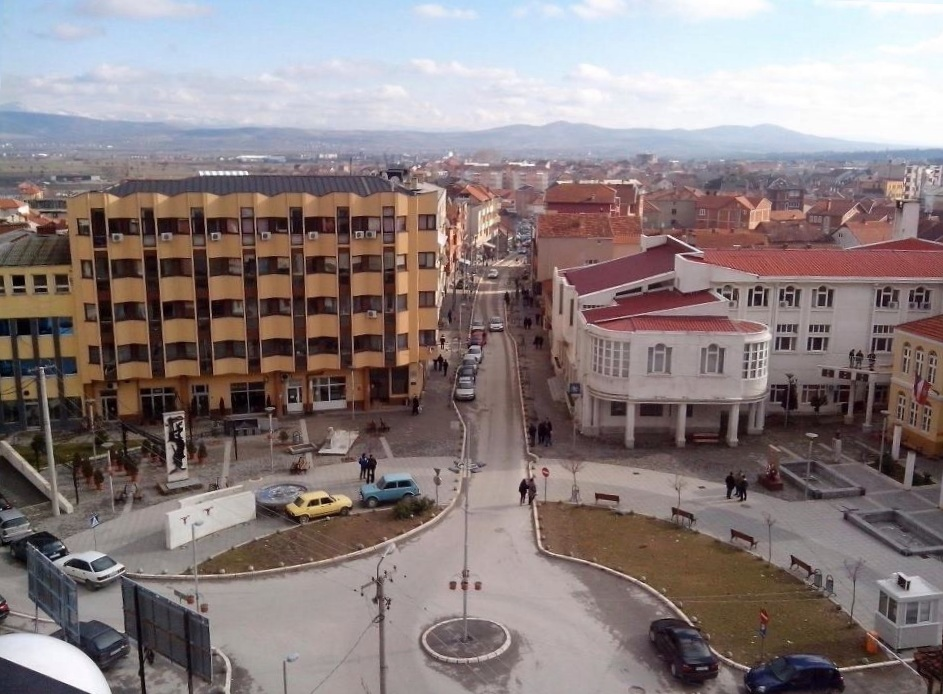
Střed města.

Město bylo osvobozeno partyzánským vojskem dne 15. listopadu 1944. Od té doby bylo součástí Jugoslávie a později Srbska. Ještě v roce 1945 tu byla zřízena druhá základní škola, v ní se učilo ve většinovém albánském jazyce. Nesla název právě podle data osvobození města. Teprve roku 1951 sem byla zavedena elektrická energie, později také vodovod. První územní plán získalo Preševo roku 1972. Kanalizační síť byla realizována roku 1980. Došlo k rozvoji v oblasti ekonomické; těžen zde byl např. vápenec. Některé regionálně významné společnosti, jako např. Yumco, Monopol nebo Simpo zde měly své provozy.
Během cca čtyřiceti let existence jugoslávské federace se počet obyvatel Preševa zvýšil z pěti na cca 15 tisíc. Od 60. let se vlivem především ekonomické situace tehdejší Jugoslávie[zdroj?] z Preševa vystěhovávalo slovanské, resp. srbské obyvatelstvo. Tempo vystěhovávání vyvrcholilo především v 80. letech 20. století. I přes rozsáhlé investice spočívající ve výstavbě infrastruktury a průmyslu se nicméně i v 21. století nachází Preševo mezi nejméně rozvinutými městy na území Srbska. V ekonomické pomoci městu se angažuje rovněž i Evropská unie.
Místní albánské obyvatelstvo požadovalo dlouhodobě připojení většinově albánského města k nedaleké autonomní oblasti Kosovo. Jeho hranice se od Preševa nachází cca 10 km daleko na západ. V roce 1992 místní obyvatelstvo zorganizovalo referendum o připojení ke Kosovu, nicméně k výslednému připojení nakonec nedošlo. V roce 1999 zde bylo v rámci Operace Spojenecká síla zničeno celkem sedm budov.
V roce 2012 bylo Preševo předmětem sporu mezi místní albánskou komunitou a srbskou vládou ohledně památníku padlých bojovníků ozbrojené organizace UÇPMB, která vedla boj proti jugoslávské vládě v roce 1999. Srbský ministr Ivica Dačić žádal o jeho odstranění, čehož bylo nakonec dosaženo.
V roce 2015 se město proslavilo jako první místo na srbském území, kam přicházejí uprchlíci ze Sýrie, Afghánistánu, Libye a dalších zemích během své pouti tzv. balkánskou cestou. Srbská pohraniční policie proto zřídila v Preševu záchytný tábor.

## Kultura

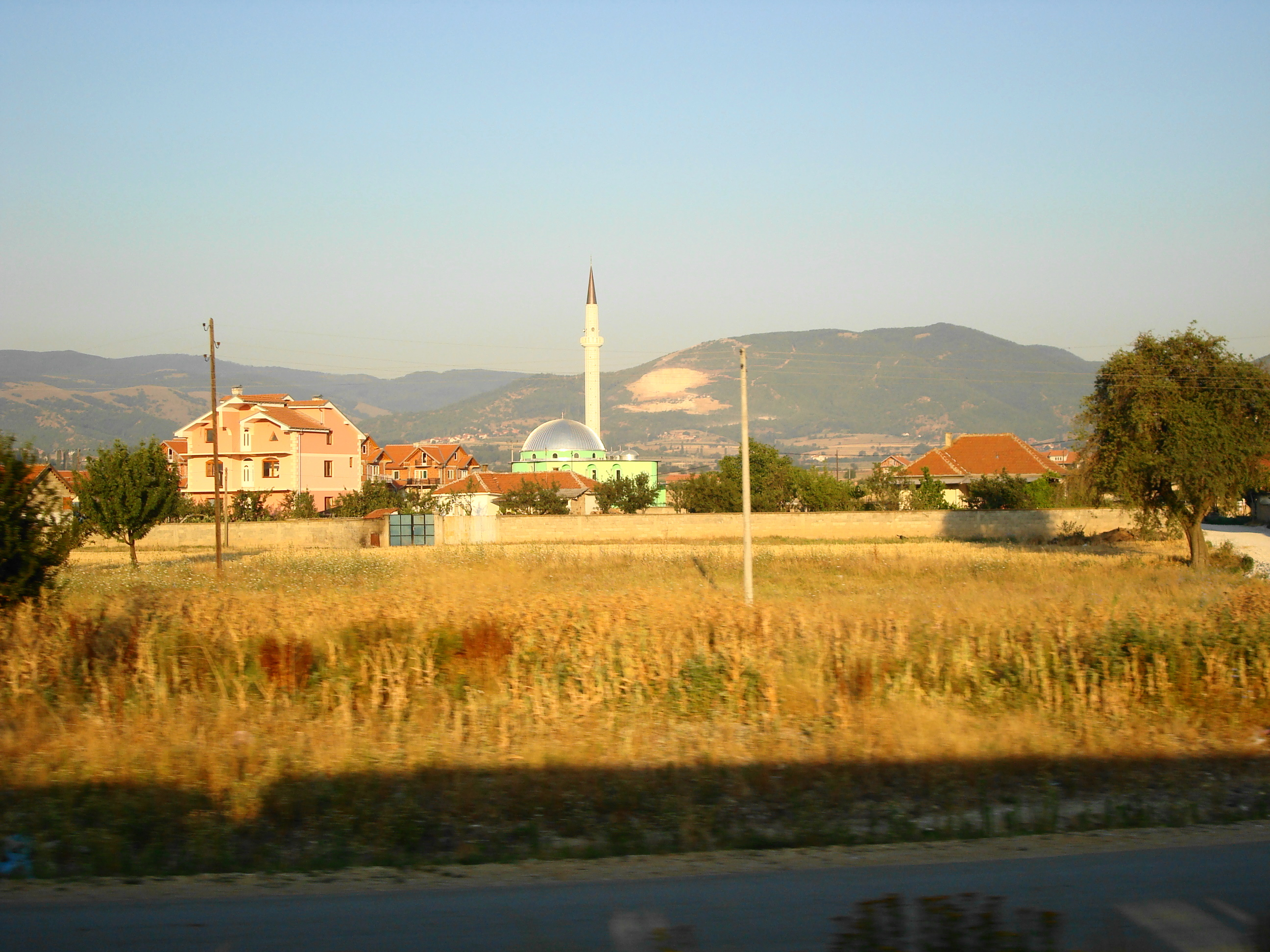
Mešita v Preševu

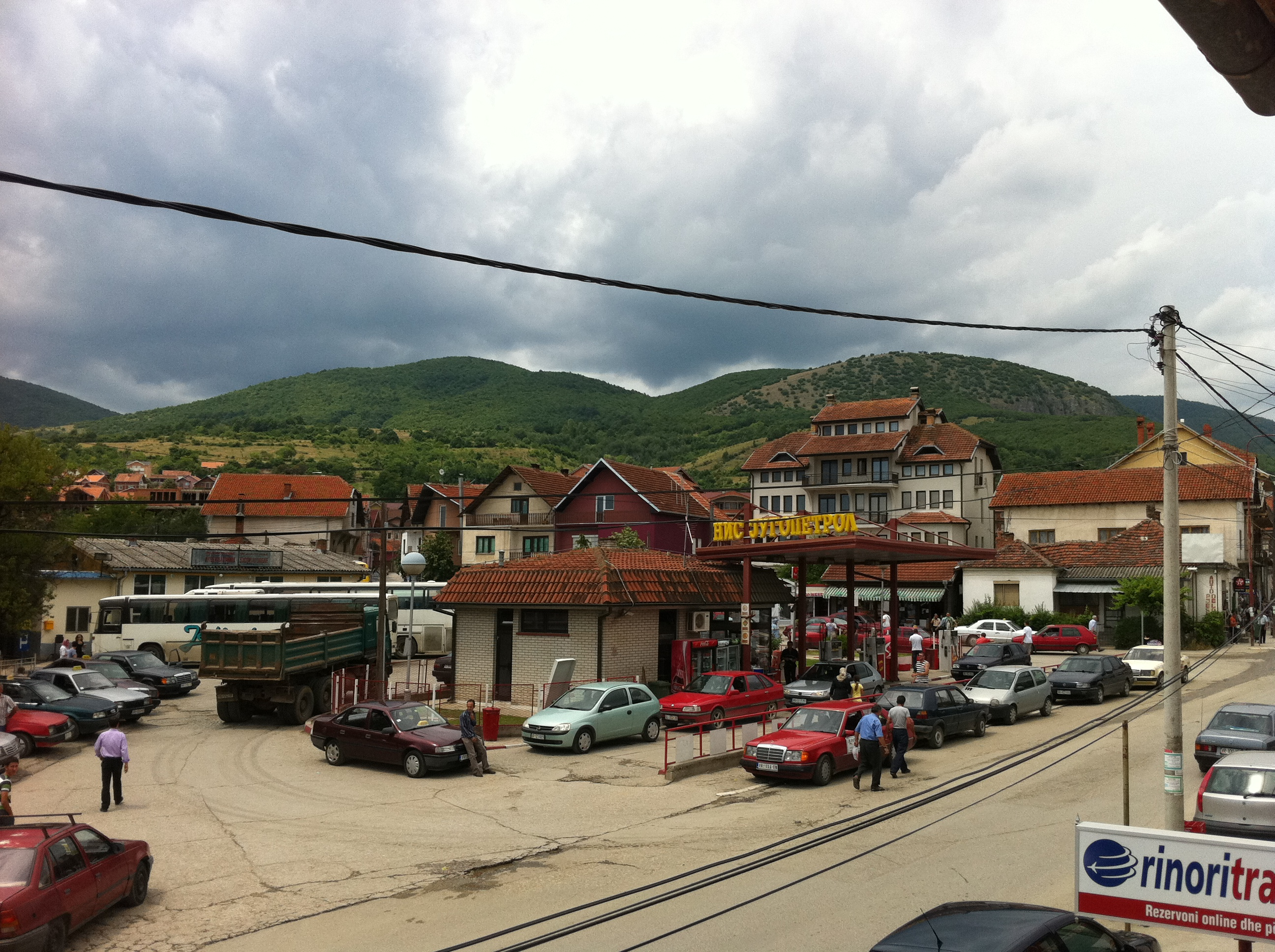
Střed města, ulice 15. listopadu.

V Preševu se nachází kulturní dům, který nese název po Abdullovi Krashnicovi. V budově Domu kultury je knihovna, kino, kanceláře občanských organizací a TV Presheva. Na hlavním náměstí, kde stojí budova radnice a mešita (postavená roku 1805) se také nachází památník padlým bojovníkům partyzánů. Památník byl odhalen roku 1962 a obnoven v roce 2016. Kromě toho se zde nachází dům z 19. století, který je rovněž chráněn jako kulturní památka.
Západně od Preševa se nachází pevnost Markovo kale.

## Doprava
Východně od města je vedena železniční trať Niš – Skopje, která zajišťuje dopravní spojení Srbska se Severní Makedonií a Řeckem. Nádraží je umístěno 3 km východně od středu města. V blízkosti trati potom vede již zmíněná dálnice.
Kromě toho přes Preševo vede dále i silnice č 42, která směřuje na území Kosova, do města Gnjilane.

## Školství
Ve městě se nachází Skanderbegovo gymnázium (albánsky Gjimnazi SkenderBeu) a základní škola, která nese jméno podle Ibrahima Kelmendiho.

## Významní rodáci
- Fidan Aliti, fotbalista
- Arbnor Fejzullahu, fotbalista
- Donika Nuhiu, zpěvačka
- Idriz Seferi, albánský nacionalista, kačak, účastník povstání proti Turkům.